# Amauromorpha accepta
Amauromorpha accepta är en stekelart som först beskrevs av Tosquinet 1903.  Amauromorpha accepta ingår i släktet Amauromorpha och familjen brokparasitsteklar. Inga underarter finns listade i Catalogue of Life.